# Jasna Fazlić
Jasna Fazlić, później nosiła nazwiska Lupulesku, Reed i Rather (ur. 20 grudnia 1970 w Fočy) – bośniacka tenisistka stołowa, reprezentująca Jugosławię, a w 1998–2003 Stany Zjednoczone, brązowa medalistka olimpijska z Seulu, dwukrotna mistrzyni Europy.
Jej największym sukcesem sportowym w karierze był brązowy medal olimpijski. Startując w Seulu w 1988 roku w grze podwójnej kobiet w parze z Gordaną Perkučin zajęła trzecie miejsce. Dwukrotnie była mistrzynią Europy: w mikście (z Iliją Lupulesku, z którym była też w latach 1992–1997 w związku małżeńskim) i w deblu z Gordaną Perkučin.

## Najważniejsze osiągnięcia
- Brązowa medalistka igrzysk olimpijskich w Seulu (1988) w grze podwójnej w parze z Gordaną Perkučin
- Ćwierćfinalistka Mistrzostw Świata 1993 w grze pojedynczej
- Mistrzyni Europy w grze mieszanej w parze z Gordaną Perkučin w 1988
- Mistrzyni Europy w grze podwójnej w parze z Iliją Lupulesku w 1992